# 't Is stil (Aan de overkant)
't Is stil (Aan de overkant) is een nummer van het Nederlandse cabaret- en zangduo Acda & De Munnik uit 2004.
Het nummer bereikte de 11e positie in de Nederlandse Top 40 en werd daarmee de grootste hit voor Acda & De Munnik sinds "Niet of nooit geweest". In "'t Is stil (Aan de overkant) uit het duo hun steun aan het Nederlands Elftal.